# Partidul Poporului – Dan Diaconescu
Partidul Poporului - Dan Diaconescu (PP-DD) a fost un partid politic din România, înființat la inițiativa lui Dan Diaconescu. Partidul a fuzionat cu UNPR în 29 iunie 2015.

## Ideologie
PP-DD nu avea doctrină politică, dar avea o vagă orientare naționalistă. Partidul susținea declarativ, fără a aprofunda, măsuri populiste, cum ar fi: mărirea pensiilor, salariilor, reducerea TVA-ului sub cotele europene, anularea tuturor taxelor și impozitelor actuale, introducerea unei singure taxe pe venituri și proprietăți, eliminarea salariilor pentru președinte, prim-ministru, miniștri și parlamentari, interzicerea taxei pentru radio-TV. PP-DD avea multe obiective cu tentă socialistă în program, precum crearea unor cooperative între cetățenii români deținători de terenuri agricole, introducerea simplilor cetățeni români în calitate de jurați în instanțe alături de judecători, înființarea "Tribunalului Poporului" pentru judecarea în regim special a cazurilor de corupție și subminare a economiei Statului Român de către funcționarii publici sau de trădare națională și înființarea unei companii de stat cu președinte ales de către popor pentru administrarea averilor statului. De asemenea, partidul milita pentru o schimbare fundamentală a cadrului politico-administrativ actual, prin standarde mai înalte de moralitate și profesionalism, armonizarea tuturor segmentelor sociale în interesul cetățeanului și eliminarea tuturor barierelor care stăteau în calea afirmării românilor ca cetățeni europeni.

## Istorie
PP-DD a fost înființat de către patronul OTV, Dan Diaconescu, la data de 19 septembrie 2011. La începutul anului 2012, în timpul protestelor împotriva guvernului Boc, PP-DD a organizat primul congres. La 29 mai 2012, Simona Man a devenit primul președinte al PP-DD.
La alegerile locale din 2012, pe listele PP-DD au fost aleși 31 de primari, 3.126 de consilieri locali și 134 de consilieri județeni. La alegerile parlamentare din 2012, PP-DD a devenit cel de-al treilea partid ca importanță din România, obținînd 14,65% din voturi la Senat (au fost aleși 21 de senatori) și 13,99% la Camera Deputaților (47 de deputați din partea PP-DD). Cu un program incoerent și populist, dependent de figura liderului său, care la momentul formării partidului era un realizator TV popular, partidul a intrat într-un proces de disoluție după ce Diaconescu a fost condamnat la închisoare pentru șantaj, iar parlamentarii săi au început să migreze către alte partide.
La data de 29 iunie 2015, PP-DD a fuzionat prin absorbție cu Uniunea Națională pentru Progresul României.

## Conducerea
- Simona Man - Președinte

- Diana Voiculescu - Vicepreședinte

- Liviu-Robert Neagu - Secretar general

- Dan Diaconescu - Președinte de onoare

- Dr. Constantin Cojocaru - Președinte

## Legături externe
- Site oficial al partidului Arhivat în 19 ianuarie 2015, la Wayback Machine.